# Джексон (округ, Орегон)
Шаблон:StateAbbr_ 42°25′ пн. ш. 122°44′ зх. д. / 42.42° пн. ш. 122.74° зх. д.
Округ Джексон (англ. Jackson County) — округ (графство) у штаті Орегон, США. Ідентифікатор округу 41029.

## Історія
Округ утворений 1852 року.

## Демографія
За даними перепису
2000 року
загальне населення округу становило 181269 осіб, зокрема міського населення було 141112, а сільського — 40157.
Серед мешканців округу чоловіків було 88114, а жінок — 93155. В окрузі було 71532 домогосподарства, 48423 родин, які мешкали в 75737 будинках.
Середній розмір родини становив 2,95.
Віковий розподіл населення поданий у таблиці:
| Стать    | До 15 років | 15-21 | 22-29 | 30-39 | 40-49 | 50-65 | 65-85 | Понад 85 |
| -------- | ----------- | ----- | ----- | ----- | ----- | ----- | ----- | -------- |
| Чоловіки | 18415       | 8812  | 8035  | 11070 | 13622 | 15525 | 11363 | 1272     |
| Жінки    | 17783       | 8701  | 8171  | 11531 | 14695 | 15918 | 13842 | 2514     |

## Суміжні округи
- Дуглас — північ
- Клемет — схід
- Сискію, Каліфорнія — південь
- Джозефін — захід

## Виноски
1. ↑  U.S. Decennial Census. United States Census Bureau. Архів оригіналу за 26 квітня 2015. Процитовано 26 лютого 2015.
2. ↑  Historical Census Browser. University of Virginia Library. Архів оригіналу за 11 серпня 2012. Процитовано 26 лютого 2015.
3. ↑  Forstall, Richard L., ред. (27 березня 1995). Population of Counties by Decennial Census: 1900 to 1990. United States Census Bureau. Архів оригіналу за 19 лютого 2015. Процитовано 26 лютого 2015.
4. ↑  Census 2000 PHC-T-4. Ranking Tables for Counties: 1990 and 2000 (PDF). United States Census Bureau. 2 квітня 2001. Архів оригіналу (PDF) за 18 грудня 2014. Процитовано 26 лютого 2015.
5. ↑  State & County QuickFacts. United States Census Bureau. Архів оригіналу за 20 червня 2011. Процитовано 15 листопада 2013.(англ.) Наведено за англійською вікіпедією.
6. ↑  American FactFinder. Бюро перепису населення США. Архів оригіналу за 21 травня 2008. Процитовано 31 січня 2008.

| США | Це незавершена стаття з географії США. Ви можете допомогти проєкту, виправивши або дописавши її. |